# Euxestonotus nestor
Euxestonotus nestor är en stekelart som beskrevs av Peter Neerup Buhl 1998. Euxestonotus nestor ingår i släktet Euxestonotus och familjen gallmyggesteklar. Inga underarter finns listade i Catalogue of Life.